# Cap Lardier - Cap Taillat - Cap Camarat
Cap Lardier - Cap Taillat - Cap Camarat, ook wel Les trois Caps, is een Natura 2000-natuurgebied op het schiereiland van Saint-Tropez in het departement Var in het zuiden van Frankrijk. Het natuurgebied omvat een strook kust tussen La Croix-Valmer en Ramatuelle met de kapen Cap Lardier en Cap Taillat, een deel van de vijf kilometer verder liggende Cap Camarat, en het litoraal (tot een diepte van 30 m.) in de baaien Baie de Briande en Baie de Bonporté tussen deze drie kapen. De oppervlakte is ongeveer 1.222 ha., waarvan 379 ha. land en 843 ha. zee.
Het natuurgebied heeft sinds 2003 de bestemming Site d’Importance Communautaire (SIC) en valt onder bescherming van de Conservatoire du littoral.
De drie kapen zijn verbonden door een wandelpad (sentier littoral) dat de rotskust zo veel mogelijk volgt.

## Biotopen, flora en fauna

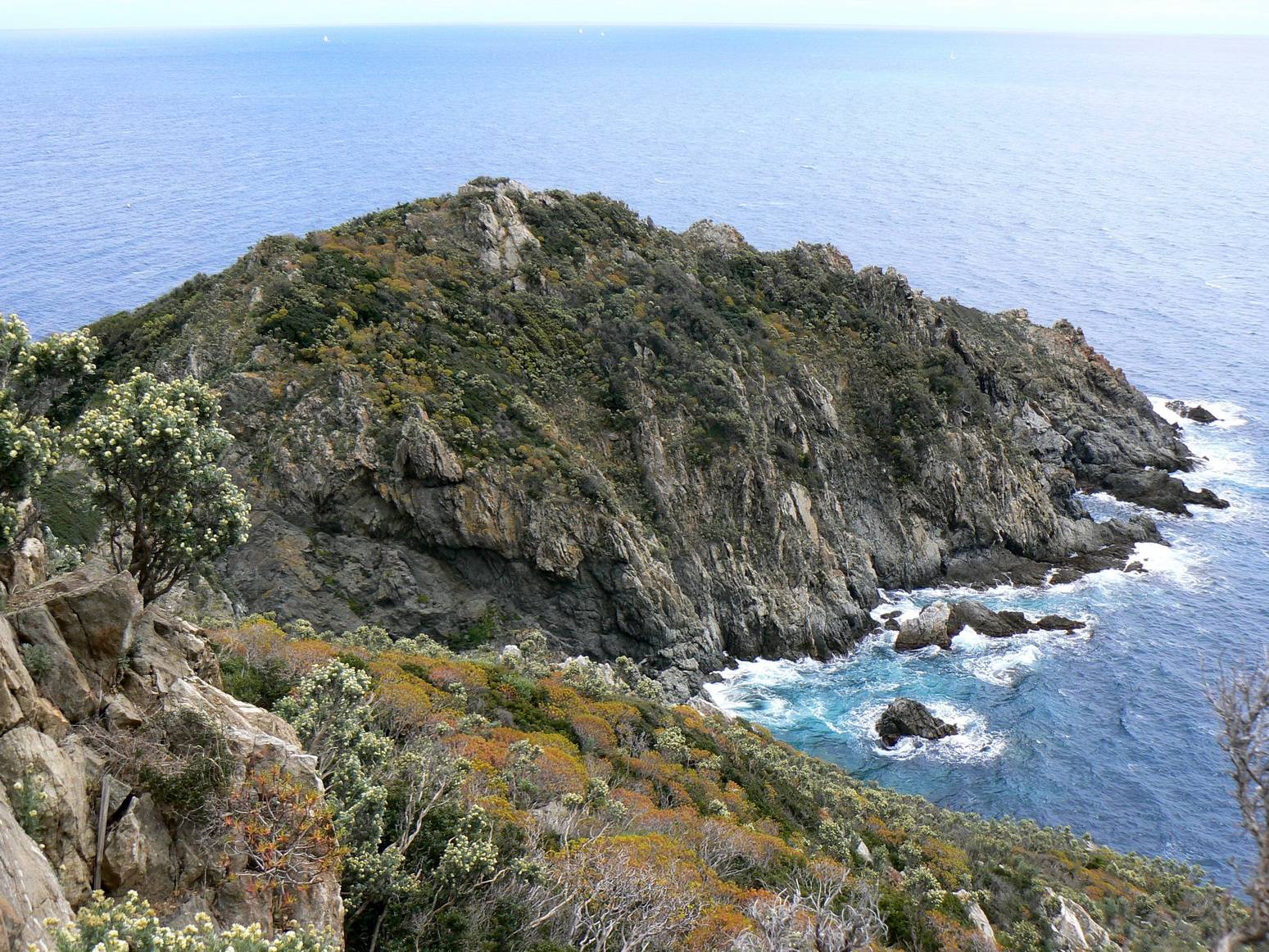
Garrigue op de Cap Lardier

Het natuurgebied omvat een grote rijkdom van zowel terrestrische als littorale biotopen. Het grootste deel van de land is bedekt met bos, voornamelijk naaldbos met aleppoden, zeeden en parasolden en loofbos met steeneik en kurkeik.
Bij de littorale biotopen vinden we onder meer zilte graslanden, duinvalleien, garrigue, kristallijne kliffen, wandelende duinen en graslanden en struikgewas met warmteminnende soorten. Een zeldzaam biotoop dat hier kan worden aangetroffen zijn de mediterrane tijdelijke waterplassen, die enkel in het natte seizoen water bevatten, en waar onder andere de biesvaren Isoetes duriei voorkomt en in het droge seizoen tongorchissen bloeien.
De flora telt een aantal halofielen (zoutminnende) soorten die enkel in dergelijke biotopen gevonden worden, zoals de witte struikwondklaver (Anthyllis barba-jovis), de zeealsem (Artemisia maritima) en de Franse tamarisk (Tamarix gallica). Cap Taillat is een van de weinige plaatsen in Frankrijk waar de Europese dwergpalm (Chamaerops humilis), de enige Europese palmsoort, in het wild kan worden aangetroffen.
De variatie aan biotopen trekt heel wat zeldzame diersoorten aan, zoals het vliegend hert (Lucanus cervus) en de heldenbok (Cerambyx cerdo), de zeer bedreigde Griekse landschildpad (Testudo hermanni) en de Europese moerasschildpad (Emys orbicularis) en verschillende soorten vleermuizen.
Wat de litorale biotopen betreft zijn vooral de zeegrasvelden met Posidonia oceanica te vermelden. In het ondiep voor de kust kunnen onder meer de onechte karetschildpad (Caretta caretta) en de tuimelaar (Tursiops truncatus) worden gezien.

## Fotogalerij

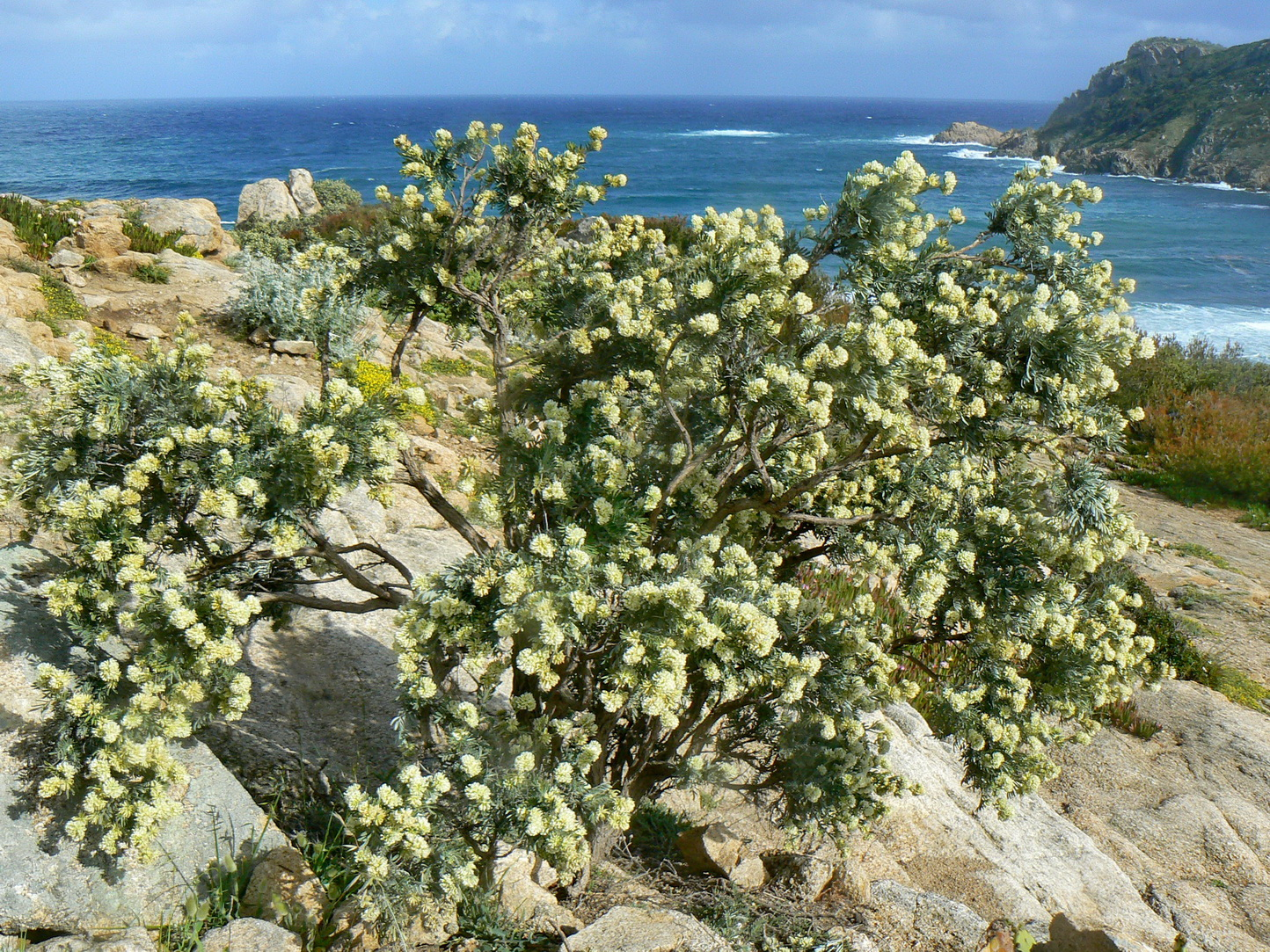
Witte struikwondklaver (Anthyllis barba-jovis), Cap Taillat
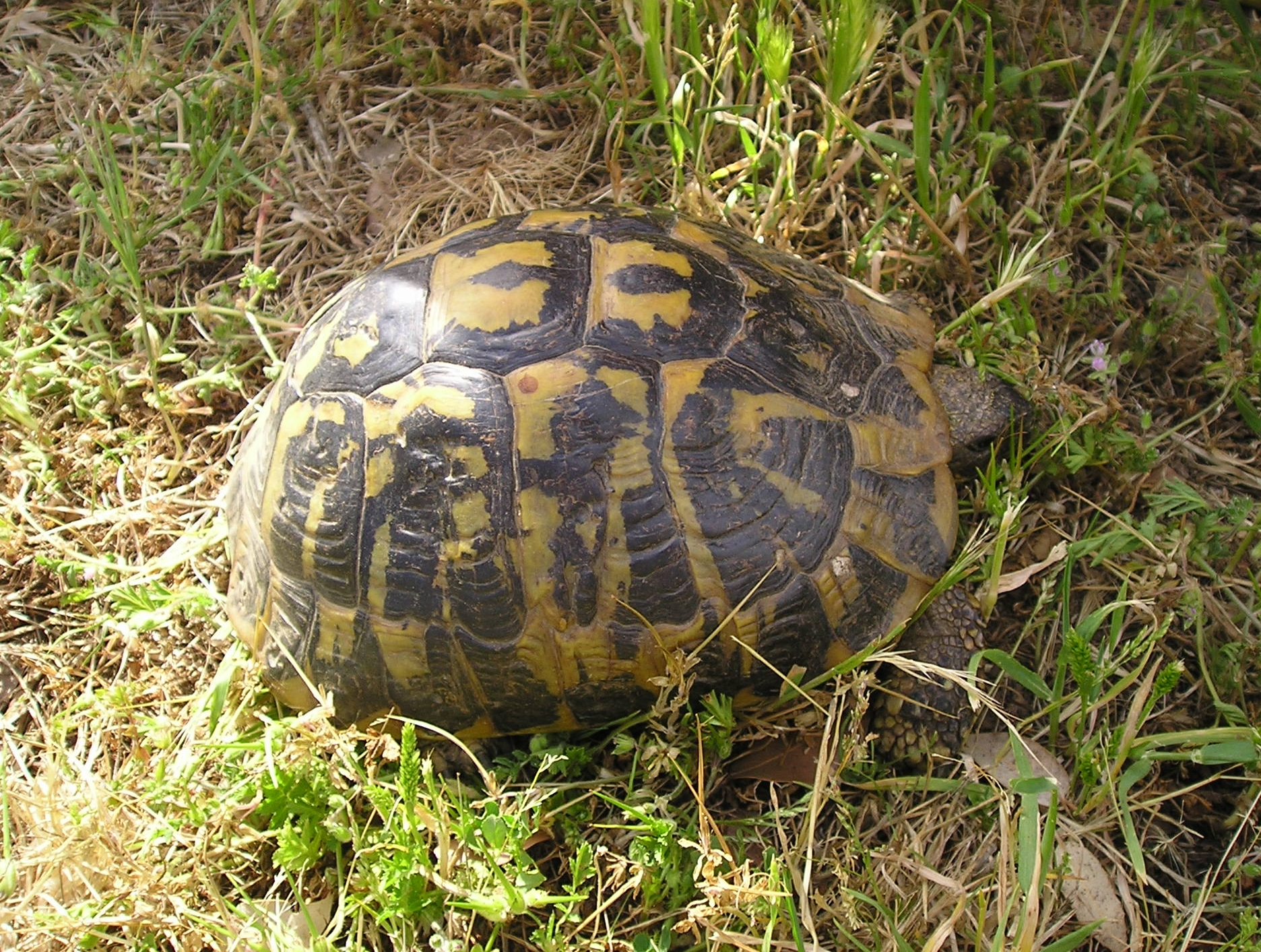
Griekse landschildpad (Testudo hermanni)
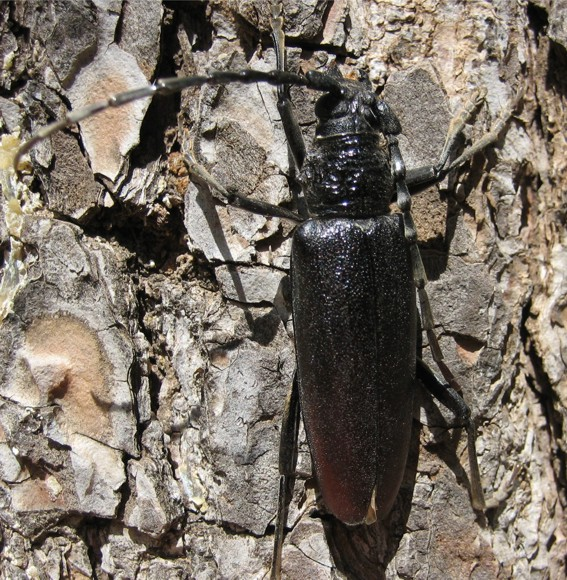
Heldenbok (Ceramby cerdo)
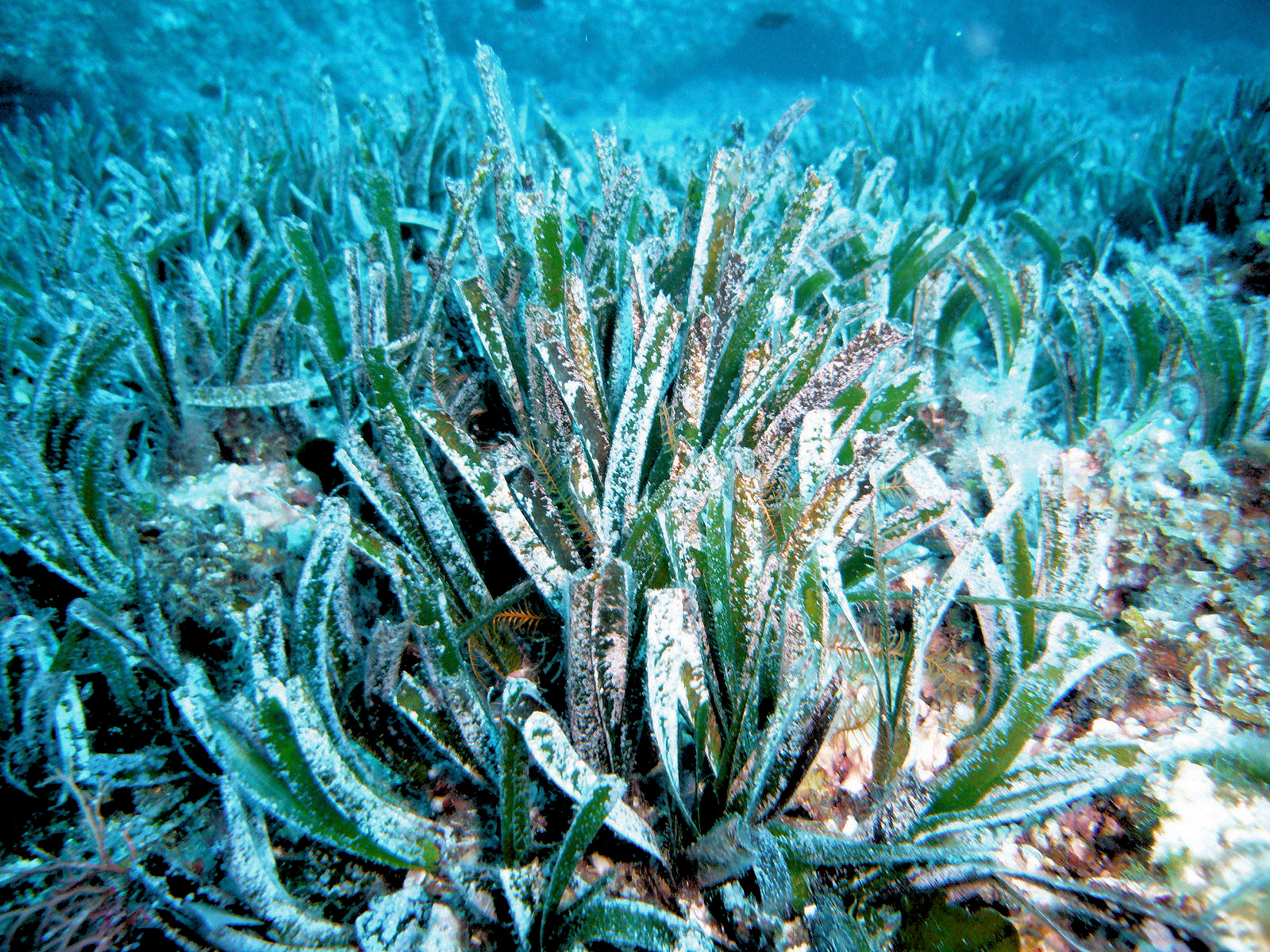
Posidonia oceanica
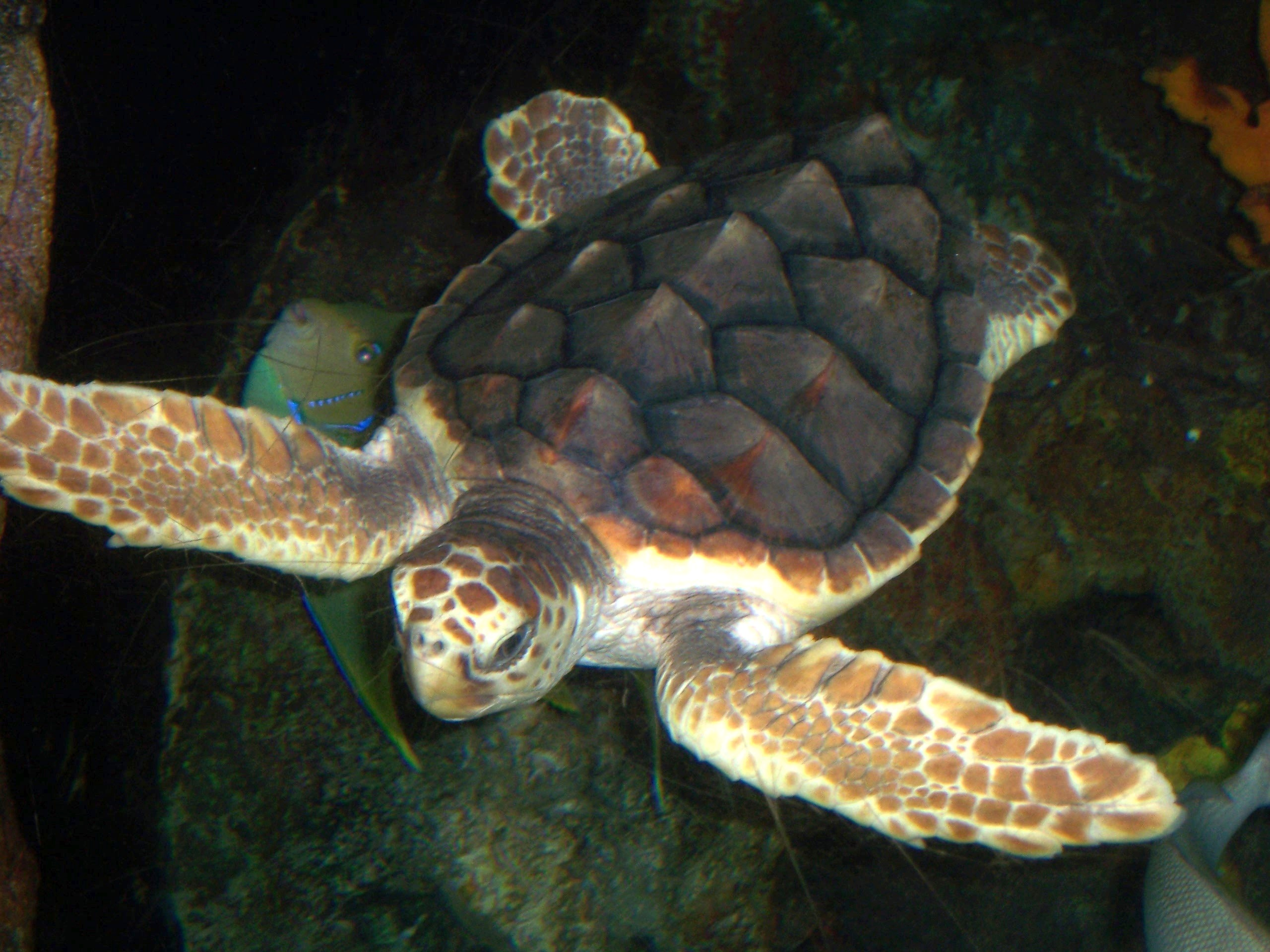
Onechte karetschildpad (Caretta caretta)
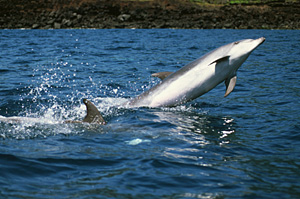
Tuimelaar (Tursiops truncatus)